# 朱英 (正統進士)
朱英（1417年—1485年8月21日），字時傑、世傑，號澹菴、誠菴、任真子，湖廣郴州直隸州桂陽縣外沙村人，明朝政治人物。官至都察院右都御史、太子少保，諡恭簡。畢生廉潔奉公、憂國憂民。後被奉為潮州饒平城隍。

## 生平
朱英五歲喪父，由母親胡氏獨力撫養。朱英九歲就學於外沙村香明寺，十三歲始外出求學，十五歲獲取為縣學生員，主修《詩經》及《尚書》。朱英在學期間刻苦勤奮，天資聰敏，歲科試屢名列前茅。十九歲補廩生，二十二歲赴村內白石書齋繼續修學，專修《易經》。
正統九年（1444年）甲子科湖廣鄉試舉人，十年（1445年）乙丑科三甲第八十一名進士，與同科進士族兄朱海有「雙鳳」之譽。兵部觀政，十二年（1447年）授浙江道監察御史，景泰三年（1452年）出為廣東布政使司右參議，天順六年（1462年）升廣東布政使司右參政，署理廣東布政使事，同年丁母憂去職，服闋，成化元年（1465年）起為陝西布政使司右參政，五年（1469年）升福建右布政使，七年（1471年）升陝西左布政使，十年（1474年）任都察院右副都御史、巡撫甘肅，十一年（1475年）改總督兩廣，十四年（1478年）升都察院右都御史，二十年（1484年）改掌都察院事，加太子少保，二十一年七月十二日（1485年8月21日）卒於官，享年六十八歲，贈太子太保、榮祿大夫，正德十三年（1518年）正月追諡恭簡。

## 事跡

### 平處州民變
正統十年（1445年），朱英以進士出身獲授浙江道監察御史。當時浙閩盜起，朝廷命御史十三人與中官分守諸府。朱英奉敕守處州府。當時，葉宗留部眾四出竊掠，處州道阻。朱英暗中領軍赴處州，撫降當地大部分賊黨，並殺首領周明松等，後成功驅逐賊黨。

### 陳循誣奏案
景泰三年（1452年），監察御史王豪、周鑑曾因勘查陳循爭地的事而得罪陳循。陳循於是向景泰帝告御狀，乘機誣奏兩人。陳循以景泰帝親草擬詔書之便，指凡御史被檢舉揭發，無論最後有否遭到赦免，均需下放為地方官。王豪於是當改知縣。朱英聞訊，即慷慨陳詞，上告道：「若如詔書，則凡遭御史抨擊之人，皆將挾讐誣訐，而御史愈緘默不言矣。」朱英上表之奏章後轉閱法司，即按朱英所言照辦，復回王豪原職。不久朱英獲升廣東右參議。

### 任廣東右參議
景泰三年（1452年），任廣東右參議，赴任時過家省母，身上僅攜景泰帝親賜十兩銀。當時，廣東徭役苛重，地主又伺機避役，使農民負擔十分繁重。朱英到任後體察民情，推行均徭法，限定民丁每十年服一次勞役，其後休役九年，人民紛紛稱便。

### 平兩廣民變
天順六年（1462年），兩廣盜賊變亂日熾，眾將士常濫殺無辜藉以邀功。參將范信誣陷宋泰鄉、永平鄉之鄉民為賊盜，繼而進行屠殺，更打算屠城。朱英聞訊後，即前往平定。范信忿恨，留師不還。天順八年（1464年）朱英暗中以密函就請宣府巡撫葉盛，指點班師，隨即一舉擒獲范信，靖定亂事。潮州府有賊寇羅劉寧，部眾流劫於兩廣地區，屢挫官兵。朱英會師殲滅賊黨，後放還被賊黨劫掠之數千人，更特設一營安置被擄之婦女，他人不敢侵擾。

### 調任各省
任廣東右參議十年，天順六年（1462年）陞廣東右參政。同年喪母，丁母憂去職。成化元年（1465年）服闋，補陝西右參政。陝西大軍討伐滿四，朱英督糧有功。其後歷任福建右布政使及陝西左布政使，皆效廣東施行均徭法。成化十年（1474年），任都察院右副都御史、巡撫甘肅，即推行均徭法，並先後向憲宗提出二十八項區內施政建議。當中的一些建議如遷徙居戎、安定流離失所之居民、簡便貢使之務等策，均切合當時甘肅區內之效。成化十一年（1475年），兩廣總督吳琛卒於官。朝廷經商議後認為朱英以前在廣東任職曾確立威信，遂以朱英任兩廣總督。

### 招降廣西瑤民
成化元年（1465年），兩廣總督韓雍奉命大征廣西。大征之時眾將帥喜邀功，經常到處大肆搶掠無辜，稱為「鵰剿」。朱英任兩廣總督，鎮靖劫掠，約束整飭將士，肅頓軍紀，不得助長賊寇聲勢，輕率興師。朱英下令招撫瑤族、壯族效順者，以定編排戶籍，免除三年徭役賦稅。此策致使馬平縣、陽朔縣、蒼梧縣等瑤族、壯族人望風而效順安輯。當時荔波縣有瑤族人李恭著，擁部眾數萬，久未順服，亦派遣其子納款，朱英將李恭著安置於永安州，授官予其子。歸附朝廷者愈來愈多，編戶者達四萬三千餘，人口更達十五萬餘。憲宗聞後大為喜悅。

### 解任總督風波
成化年間，鎮守宦官與總督、巡撫、總兵官等職有一定排列順序：鎮守宦官居中，而總督居左於總兵官。當時，總兵官平鄉伯陳政打算抑就朱英殿官居於右。朱英不肯，奏請朝廷以裁定。朝廷後命解任朱英總督一職，定任巡撫，序列居陳政之下。兵部尚書余子俊聞訊，奏朱英功績甚多，應當多加褒獎，並指如削朱英總督之權，恐怕不能鎮靖蠻賊。於是再擢朱英任右都御史續任總督，但位次依然。

### 誅殺黃明
成化十六年（1480年），田州府酋長黃明，污辱田州府知府岑溥祖的母親，並打算殺害岑溥祖。岑溥祖逃亡至思恩州，黃明因而肆意戮殺。朱英前往討伐，並發公文命岑溥祖之同族恩城州知州岑欽誅殺黃明及其全部族屬，並梟首示眾。

### 屢遭劾訐
《明史》載朱英淳厚，仍招致他人彈劾訐奏。市舶司宦官韋眷妒忍朱英，特批朱英「專權玩賊」。潯州府知府史芳順勢兼訐奏朱英「奸貪欺罔」。法司經查證後發現乃誣狀，鐫罰史芳，並告諫韋眷協和共事。

### 再次平亂
成化十六年（1480年），安南進攻瀾滄。朝廷有議者懼外敵入侵之患，詔推朱英平定。朱英指寇亂純粹安南王室內亂，假若有聖諭下旨告誡各安本分，定必停戰。憲宗依朱英之言，終平定戰亂，後上表答謝朱英。至於潯州府、梧州府、高州府、廉州府等地之賊亂，朱英偕同陳政分道揚鑣剿平，俘斬賊寇者眾。成化十九年（1483年），平樂縣有蠻賊攻城殺將，朱英、陳政二人再次分兵十二路擊破。

### 奏疏保民
成化十九年（1483年），兵部尚書一職有缺。朝臣首推朱英，憲宗以兩廣乃邊防重地，不可輕易調配，辭卻所請。成化二十年（1484年），掌都察院事，加太子少保。成化二十一年（1485年）正月，天象有星異變。君臣慌亂。朱英上奏疏陳八事，包括禁宦官侵奪官地、私立莊田；嚴懲燒丹符咒之人；罷撤倉場、馬房；清內府收白糧之弊等。朱英極力邀內隔群臣支持奏疏，但最終不獲接納。繼而陝西饑荒大起，朱英上《救荒疏》請移甘州衛、涼州衛預備倉糧救濟陝西災民。災民流入京師，朱英再疏請就地發糧，憲宗照辦，保活無數生命。

## 著作
朱英著作包括詩集《認真子集》三卷、翰林院檢討陳獻章詩序；文集《澹菴紀年》、《誠菴奏稿》；詩文集《朱誠菴榮哀錄》；南京兵部尚書湛若水序；奏疏《清砌白石巖疏》、《預計安邊疏》、《救荒疏》；文序《宋史序》；書文《過化州祭師教諭凌樂文》、《勉男守孚書》；雜詩《燈銘》、《山鄉望歸》、《大官夕照》、《東隴春耕》。
成化四年（1468年），曾以《勉男守孚書》囑付長子朱守孚，以自身對國朝科舉考試的研究成果，勸勉兒子勤奮學習。朱守孚於成化五年（1469年）登三甲進士，官至刑部郎中。

## 評價
《明史》本傳評：「英益持清節，僅攜一蒼頭之官。」、「其威望不及雍，而惠澤過之。」、「人服其知大體。」
《國朝獻徵錄》評：「以恩威著名專事。蓄積在鎮，數年積金數萬計。流移脇從，賴以復業...歷官四十餘年，清白之操如一日。廣人思之與葉盛、韓雍、陳選並祠學宮。」
事緣本傳同評韓雍雖有大功，但其有關負責部門公私款帳不分，不能按需要而供給所當，終致耗竭；吳琛則「務謹廉」而朱英「淳厚」、「持清節」。朱英為官清廉，執政嚴明，剛正不阿，歷帝先後齎賞朱英以璽書、金幣，而朱英只藏璽書，卻貯金幣於國庫。朱英在甘肅積軍所儲達三十萬兩，廣置庫四十餘萬。人問朱英此舉，答道：「此邊臣常分，何足言。」
正德十三年（1518年），御史范輅奏追諡恭簡。
清朝袁守定《圖民錄》載評：「朱恭簡英嘗曰：『每為民省得一錢還室，神氣頓爽。幸生聖世，無政不舉。無大利可興，祇為民省得一錢，則民受一錢之利。如收錢漕。』」可見朱英為官持守節儉。

## 獲封饒平城隍
成化十二年（1476年），朱英時任兩廣總督，奉命析海陽縣光德鄉之弦歌都、灤州都、清遠都、太平鄉之宣化都、信寧都、懷德鄉之隆眼城都、蘇灣都、秋溪都共八都置饒平縣。朱英經勘查，縣治定於弦歌都下饒堡，即今三饒鎮。朱英因建縣及規畫建饒平城有功，饒平縣民奉朱英為城隍神。饒平城隍廟歷史逾五百年，曾遭嚴重破壞。2010年，得饒平縣政府及民眾支持復修。復修後之城隍廟今立三饒鎮內。

## 墓葬及碑文
朱英葬於桂陽縣外沙村（今汝城縣馬橋鎮）享塘，距白石巖二華里。墓所建於成化二十一年（1485年），墓體坐西面東，墓前呈凹形。墓高6米，寬13米，為汝城縣級文物保護單位，位處汝城天仙風景旅遊區內。墓所開放時間為每天早上八時至晚上六時。
《國朝獻徵錄》載有劉珝：《太子少保都察院右都御史贈榮祿大夫太子太保朱公英神道碑》。

## 紀念
2008年，為紀念及褒揚朱英一生功績，汝城縣政府特闢一太保里景區。太保里景區內共設十個景點，分別為惠德古橋、化龍古廟、耒水風情、太保第、朱英展室、竹園書屋、朱英古墓、古石牛馬、良才故居和古民居群。太保里景區現乃汝城縣旅遊業主要收入來源之一。

### 太保第
嘉靖三年（1552年），奉命建一太保第紀念朱英。太保第現立於汝城縣外沙村，為一磚木結構，三開間宮殿式樓閣，屬縣級文物保護單位。

## 外部連結
- 朱英 （页面存档备份，存于） 中研院史語所
- 朱英款“父子進士”匾 （页面存档备份，存于） 湖南省開元博物館

| 官衔        | 官衔                                    | 官衔          |
| ----------- | --------------------------------------- | ------------- |
| 前任： 婁良 | 甘肅巡撫 1474年3月16日 - 1475年12月31日 | 繼任： 宋有文 |
| 前任： 吳琛 | 兩廣總督 1475年12月6日 - 1484年7月      | 繼任： 宋旻   |